# Montrond-le-Château
Montrond-le-Château é uma comuna francesa na região administrativa da Borgonha-Franco-Condado, no departamento de Doubs. Estende-se por uma área de 10.9 km². Em 2010 a comuna tinha 577 habitantes (densidade: 52,9 hab./km²).